# Dendroleon longipennis
Dendroleon longipennis is een insect uit de familie van de mierenleeuwen (Myrmeleontidae), die tot de orde netvleugeligen (Neuroptera) behoort. 
Dendroleon longipennis is voor het eerst wetenschappelijk beschreven door Esben-Petersen in 1915.